# The Name Is...
『the Name Is...』（ザ・ネーム・イズ...）は、矢沢永吉22作目のスタジオ・アルバム。1994年7月6日発売。

## 解説
ジャケットで矢沢の背後にいる女性は、江角マキコである。
オリコンチャート1位を獲得。

## 収録曲
| 全作曲: 矢沢永吉。 |                              |            |            |      |
| #                  | タイトル                     | 作詞       | 作曲・編曲 | 時間 |
| 1.                 | 「the NAME IS...」           | 大津あきら | 矢沢永吉   | 4:15 |
| 2.                 | 「抱いちまったら」           | 秋元康     | 矢沢永吉   | 3:27 |
| 3.                 | 「紅い爪」                   | 松井五郎   | 矢沢永吉   | 4:08 |
| 4.                 | 「SEA BREEZE」               | ちあき哲也 | 矢沢永吉   | 4:47 |
| 5.                 | 「アリよさらば」             | 秋元康     | 矢沢永吉   | 4:16 |
| 6.                 | 「Midnight Jungle」          | 高橋研     | 矢沢永吉   | 2:58 |
| 7.                 | 「センチメンタル・コースト」 | ちあき哲也 | 矢沢永吉   | 4:28 |
| 8.                 | 「いつの日か」               | 秋元康     | 矢沢永吉   | 5:31 |
| 9.                 | 「ミス・ロンリー・ハート」   | 高橋研     | 矢沢永吉   | 4:19 |
| 合計時間:          | 合計時間:                    | 合計時間:  | 38:09      |      |

### 楽曲解説
1. the NAME IS...
2. 抱いちまったら
SUNTORY缶コーヒー「BOSS」CMソング。
3. 紅い爪
4. SEA BREEZE
36枚目のシングルのカップリング曲
1994年「シーブリーズ」イメージソング。
5. アリよさらば
36枚目のシングル
自身が主演を務めたTBS系「アリよさらば」の主題歌。
アルバム・バージョン
6. Midnight Jungle
NHK「おまかせスクラッパーズ」オープニング・テーマ。
7. センチメンタル・コースト
37枚目のシングルのカップリング曲。
8. いつの日か
37枚目のシングル
TBS系「アリよさらば」エンディング・テーマ。
9. ミス・ロンリー・ハート
NHK「おまかせスクラッパーズ」エンディング・テーマ。